# DP World Tour
Pour les articles homonymes, voir PGA European Tour.
 (août 2013).
Si vous disposez d'ouvrages ou d'articles de référence ou si vous connaissez des sites web de qualité traitant du thème abordé ici, merci de compléter l'article en donnant les références utiles à sa vérifiabilité et en les liant à la section « Notes et références ».
Le DP World Tour, anciennement nommé Tour européen PGA, est un circuit de golf professionnel masculin, le plus important d'Europe. Il est mis en place pour la première fois par l'association britannique professionnelle PGA mais devient indépendant en 1984.
Ses tournois ont principalement lieu en Europe, mais se sont étendus depuis quelques années à d'autres endroits du monde ainsi qu'aux plus grands tournois américains.

## Histoire
Le golf professionnel débute en Europe, notamment en Écosse. Les premiers professionnels sont des fabricants de clubs et propriétaires de greens qui enseignent le golf à de riches hommes (les premiers équipements faits à la main sont coûteux). Ils organisent des matchs entre eux dotés d'un petit prix. Le premier tournoi est l'Open britannique en 1860. Réservé aux professionnels il réunit huit personnes. L'année suivante le tournoi s'ouvre aux amateurs.
Dans les décennies suivant la création de l'Open britannique, le nombre de tournois dotés de prix augmente doucement mais sûrement. La plupart ont lieu au Royaume-Uni, bien que certains « tournois nationaux » soient organisés en Europe continentale. Toutefois, il reste difficile aux golfeurs de vivre des prix gagnés. À partir de 1901 les golfeurs britanniques sont représentés par The Professional Golfers' Association qui est l'ancêtre du Tour européen.
Après la Seconde Guerre mondiale, le montant des prix devient plus significatif notamment grâce à la couverture télévisuelle. Toutefois chaque événement est organisé indépendamment par un club de golf, une association ou une entreprise commerciale. Aux États-Unis un circuit professionnel existe déjà depuis les années 1930, et en 1972 le Tour Européen PGA est créé. Les premières années, les saisons durent six mois (d'avril à octobre) et sont basées uniquement en Europe (principalement en Grande-Bretagne et en Irlande). Le circuit de 1972 comporte vingt tournois, dont douze au Royaume-Uni, un en Irlande. Des sept événements sur le continent européen, six sont des opens nationaux (Pays-Bas, France, Allemagne, Italie, Espagne et Suisse), le septième est celui de Madrid.
Le Tour européen s'allonge ensuite et se mondialise. En 1982 débute le premier événement en dehors de l'Europe : l'open tunisien. Cette année-là 27 tournois sont organisés et la saison est étendue au mois de novembre pour la première fois. En 1984 le Tour Européen PGA devient indépendant de The Professional Golfer's Association.
Le Tour Européen PGA court le risque de voir ses meilleurs joueurs partir pour le circuit américain PGA Tour : à la fois pour les meilleurs prix offerts aux joueurs et les possibilités de gloire offertes dans les trois tournois majeurs des États-Unis. Une solution est proposée en 1988 : le Volvo Bonus Pool. Il s'agit d'une dotation en argent distribuée à la fin de la saison aux joueurs les plus méritants de l'année, toutefois seuls les golfeurs ayant joué un grand nombre de tournois du Tour Européen PGA peuvent recevoir une part. Le système continue jusqu'en 1998 après quoi l'organisation s'attache à maximiser les gains dans les tournois individuels.
En 1989, pour la première fois un tournoi asiatique est inscrit au calendrier : le Dubai Desert Classic. En 1990, 38 événements font partie du calendrier (37 en Europe) et la saison débute dès février. En 1992 le tour est pour la première fois en Asie de l'Est avec le Johnnie Walker Classic à Bangkok. Cette initiative se révèle une des plus importantes dans l'histoire du Tour Européen, l'Asie de l'Est devenant quasiment sa deuxième « maison ». Peu de temps après, le Tour débute dans l'ancien bloc soviétique avec l'open tchèque en 1994. Mais le développement à l'est du continent est freiné par les capacités financières des sponsors qui ne peuvent rivaliser avec leurs équivalents de l'Ouest de l'Europe (le nombre de tournois dans une saison étant limité). Toutefois des tournois du Challenge Tour sont régulièrement organisé en Europe de l'Est.
Depuis 1995 le Tour Européen co-organise des tournois avec le circuit sud-africain, le Sunshine Tour puis avec le PGA Tour of Australiasia à partir de 1996.

## 2009 - 2016: Race to Dubai
À partir de la saison 2009, la Race to Dubai remplace l'Ordre du Mérite. Un bonus de 5 millions de dollars (en 2014) est attribué aux 15 premiers de ce classement.
Le Dubai World Championship, qui clôt la saison, est disputé par les 60 premiers joueurs de la Race to Dubai à l'issue du tournoi précédent.
Le vainqueur de la Race to Dubai se voit octroyer dix années d'exemption sur le circuit européen. Le vainqueur du Dubai World Championship se voit lui octroyer cinq années d'exemption.

## Depuis 2017: Rolex Series et Access List
À partir de la saison 2017, sont mises en place les Rolex Series. Comprenant notamment les trois tournois de la Race to Dubaï, les Rolex Series regroupent plusieurs tournois doté au minimum de 7 millions d'Euros chacun.
De plus, le Tour Européen crée L'Access List, un classement des joueurs excluant les résultats du Masters, du Championnat de la PGA, des quatre tournois du WGC et des tournois des Rolex Series. Les trois premiers joueurs de ce classement à certains moment de la saison recevront des invitations pour disputer un ou plusieurs tournois des Rolex Series. En outre, les 10 meilleurs joueurs du classement final ne faisant pas partie du top 100 de la Race to Dubaï garderont leurs cartes sur le Tour européen pour la saison suivante. Pendant ce temps, seuls les 100 meilleurs joueurs au classement final de la Race To Dubaï recevront des cartes de membre, au lieu de 110.

## Depuis 2022: DP World Tour
A l'aube de la saison 2022, le Tour Européen PGA est renommé DP World Tour, incluant ainsi le nom de son sponsor principal la société DP World.

## Anciens tournois
- Trophée Lancôme, Saint-Nom-la-Bretèche (Yvelines)

## Palmarès
| Année | Ordre du mérite       | Ordre du mérite | Joueur de l'année               | Débutant de l'année       |
| ----- | --------------------- | --------------- | ------------------------------- | ------------------------- |
| 2024  | Rory McIlroy          | 4 722 266,00€   | Rory McIlroy                    | Jesper Svensson           |
| 2023  | Rory McIlroy          | 7 475 320,84 €  | Adrian Meronk                   | Ryo Hisatsune             |
| 2022  | Rory McIlroy          | 5 546 161,08 €  | Ryan Fox                        | Thriston Lawrence         |
| 2021  | Collin Morikawa       | 6 792 749,44 €  | Jon Rahm                        | Matti Schmid              |
| 2020  | Lee Westwood          | 2 279 736,27 €  | Lee Westwood                    | Sami Välimäki             |
| 2019  | Jon Rahm              | 6 203 316,18 €  | Jon Rahm                        | Robert MacIntyre          |
| 2018  | Francesco Molinari    | 4 100 889,30 €  | Francesco Molinari              | Shubhankar Sharma         |
| 2017  | Tommy Fleetwood       | 5 420 530,00 €  | Sergio García                   | Jon Rahm                  |
| 2016  | Henrik Stenson        | 5 289 506,00 €  | Henrik Stenson                  | Wang Jeung-hun            |
| 2015  | Rory McIlroy          | 4 727 253,00 €  | Rory McIlroy                    | Byeong Hun An             |
| 2014  | Rory McIlroy          | 7 149 503,00 €  | Rory McIlroy                    | Brooks Koepka             |
| 2013  | Henrik Stenson        | 4 103 796,00 €  | Henrik Stenson                  | Peter Uihlein             |
| 2012  | Rory McIlroy          | 5 519 118,00 €  | Rory McIlroy                    | Ricardo Santos            |
| 2011  | Luke Donald           | 5 323 400,00 €  | Luke Donald                     | Tom Lewis                 |
| 2010  | Martin Kaymer         | 4 461 010,00 €  | Martin Kaymer & Graeme McDowell | Matteo Manassero          |
| 2009  | Lee Westwood          | 4 237 762,00 €  | Lee Westwood                    | Chris Wood                |
| 2008  | Robert Karlsson       | 2 732 748,00 €  | Pádraig Harrington              | Pablo Larrazábal          |
| 2007  | Justin Rose           | 2 944 945,00 €  | Pádraig Harrington              | Martin Kaymer             |
| 2006  | Pádraig Harrington    | 2 489 337,00 €  | Paul Casey                      | Marc Warren               |
| 2005  | Colin Montgomerie     | 2 794 223,00 €  | Michael Campbell                | Gonzalo Fernández-Castaño |
| 2004  | Ernie Els             | 4 061 905,00 €  | Vijay Singh                     | Scott Drummond            |
| 2003  | Ernie Els             | 2 975 374,00 €  | Ernie Els                       | Pater Lawrie              |
| 2002  | Retief Goosen         | 2 360 127,00 €  | Ernie Els                       | Nick Dougherty            |
| 2001  | Retief Goosen         | 2 862 806,00 €  | Retief Goosen                   | Paul Casey                |
| 2000  | Lee Westwood          | 3 125 146,00 €  | Lee Westwood                    | Ian Poulter               |
| 1999  | Colin Montgomerie     | 1 822 880,00 €  | Colin Montgomerie               | Sergio García             |
| 1998  | Colin Montgomerie     | 993 077,00 £    | Lee Westwood                    | Olivier Edmond            |
| 1997  | Colin Montgomerie     | 798 947,00 £    | Colin Montgomerie               | Scott Henderson           |
| 1996  | Colin Montgomerie     | 875 146,00 £    | Colin Montgomerie               | Thomas Bjørn              |
| 1995  | Colin Montgomerie     | 835 051,00 £    | Colin Montgomerie               | Jarmo Sandelin            |
| 1994  | Colin Montgomerie     | 762 719,00 £    | Ernie Els                       | Jonathan Lomas            |
| 1993  | Colin Montgomerie     | 613 682,00 £    | Bernhard Langer                 | Gary Orr                  |
| 1992  | Nick Faldo            | 708 522,00 £    | Nick Faldo                      | Jim Payne                 |
| 1991  | Severiano Ballesteros | 545 353,00 £    | Severiano Ballesteros           | Per-Ulrik Johansson       |
| 1990  | Ian Woosnam           | 574 166,00 £    | Nick Faldo                      | Russell Claydon           |
| 1989  | Ronan Rafferty        | 400 311,00 £    | Nick Faldo                      | Paul Broadhurst           |
| 1988  | Severiano Ballesteros | 451 559,00 £    | Severiano Ballesteros           | Colin Montgomerie         |
| 1987  | Ian Woosnam           | 253 717,00 £    | Ian Woosnam                     | Peter Baker               |
| 1986  | Severiano Ballesteros | 242 208,00 £    | Severiano Ballesteros           | José Maria Olazábal       |
| 1985  | Sandy Lyle            | 162 552,00 £    | Bernhard Langer                 | Paul Thomas               |
| 1984  | Bernhard Langer       | 139 344,00 £    | n/a                             | Philip Parkin             |
| 1983  | Nick Faldo            | 119 416,00 £    | n/a                             | Grant Turner              |
| 1982  | Greg Norman           | 66 405,00 £     | n/a                             | Gordon Brand Jr.          |
| 1981  | Bernhard Langer       | 81 036,00 £     | n/a                             | Jeremy Bennett            |
| 1980  | Greg Norman           | 74 828,00 £     | n/a                             | Paul Hoad                 |
| 1979  | Sandy Lyle            | 49 232,00 £     | n/a                             | Mike Miller               |
| 1978  | Severiano Ballesteros | 54 348,00 £     | n/a                             | Sandy Lyle                |
| 1977  | Severiano Ballesteros | 46 435,00 £     | n/a                             | Nick Faldo                |
| 1976  | Severiano Ballesteros | 39 503,00 £     | n/a                             | Mark James                |
| 1975  | Dale Hayes            | 20 507,00 £     | n/a                             | n/a                       |
| 1974  | Peter Oosterhuis      | 32 127,00 £     | n/a                             | Carl Mason                |
| 1973  | Peter Oosterhuis      | 17 455,00 £     | n/a                             | Pip Elson                 |
| 1972  | Peter Oosterhuis      | 18 525,00 £     | n/a                             | Sam Torrance              |
| 1971  | Peter Oosterhuis      | 9 270,00 £      | n/a                             | David Llewellyn           |

## Innovation Hub
En septembre 2019, la tournée européenne et Tata Communications ont lancé le Hub d'innovation. Cette concurrence mondiale offre aux jeunes pousses la possibilité de transformer des concepts en réalité.
- Gagnant 2020 : Alugha[4],[5]